# John Berry
Pour les articles homonymes, voir Berry (homonymie) et John Berry (homonymie).
John Berry, nom de scène de  Jak Szold, est un réalisateur et acteur américain né le 6 septembre 1917 à New York et mort le 29 novembre 1999 à Paris.

## Biographie
John Berry débute comme acteur avec Orson Welles dans la troupe du Mercury Theatre puis devient l'assistant de Billy Wilder au cinéma. Il réalise Casbah une version musicale de Casbah de John Cromwell (d'après Pépé le Moko). Il est dénoncé par Edward Dmytryk comme communiste et pour cause de maccarthysme, il est inscrit sur la liste noire du cinéma. Pour cette raison, il part pour la France, au début des années 1950. Il tourne des films policiers avec Eddie Constantine.
Bien que travaillant surtout comme réalisateur, il continue de faire des apparitions occasionnelles en tant qu'acteur. Il double par ailleurs en français Charles Bronson dans Adieu l'ami (1968) et Le Passager de la pluie (1969). Il est également la voix américaine de Jean Gabin.
John Berry a écrit un roman La fièvre monte (Don't Betray Me), publié en 1964 dans la Série noire (no 849).
En 1995, il participe à la série de Nuits magnétiques, Rien que des sentiments, produite par Catherine Soullard et diffusée sur France-Culture les 11 et 12 juillet.
John Berry meurt d'une pleurésie le 29 novembre 1999 à Paris.

### Famille
John Berry a été le compagnon de Myriam Boyer de 1975 jusqu'à sa mort. Ils ont eu un fils, Arny Berry.
Son fils Dennis, né d'un premier mariage, a choisi la même carrière que lui.

## Hommage
En 2008, John Berry est longuement évoqué dans Jusqu'à ce que mort s'ensuive, un roman noir de Roger Martin.

## Filmographie sélective

### Comme réalisateur
- 1945 : Tuesday in November (en)
- 1946 : Cross my heart (en)
- 1946 : From This Day Forward avec Joan Fontaine
- 1946 : Le Bel Espoir (Miss Susie Slagle's) avec Veronica Lake
- 1948 : Casbah avec Peter Lorre et Yvonne De Carlo
- 1949 : Tension avec Richard Basehart, Cyd Charisse et Audrey Totter
- 1950 : Escapade (Atoll K) coréalisé avec Léo Joannon, avec Stan Laurel, Oliver Hardy et Suzy Delair
- 1951 : Menace dans la nuit (He Ran All the Way) avec John Garfield, Shelley Winters et Wallace Ford
- 1951 : The Hollywood Ten (court métrage) (documentaire sur la liste noire des réalisateurs à Hollywood)
- 1953 : C'est arrivé à Paris avec Evelyn Keyes et Henri Vidal
- 1955 : Ça va barder avec Eddie Constantine, May Britt et Jean Carmet
- 1955 : Je suis un sentimental avec Eddie Constantine, Bella Darvi et Paul Frankeur
- 1956 : Don Juan avec Fernandel, Erno Crisa et Christine Carère
- 1957 : Tamango avec Curd Jürgens, Dorothy Dandridge et Alex Cressan
- 1959 : Oh ! Qué mambo avec Magali Noël, Dario Moreno et Lyla Rocco
- 1966 : Maya  avec Clint Walker
- 1968 : À tout casser avec Eddie Constantine, Johnny Hallyday et Michel Serrault
- 1974 : Claudine avec James Earl Jones
- 1977 : Thieves avec Charles Grodin
- 1985 : Le Voyage à Paimpol avec Myriam Boyer, Michel Boujenah et Jean-François Garreaud
- 1988 : Il y a maldonne avec Jacques Martial, Clovis Cornillac et Luc Thuillier
- 1990 : Un prisonnier de la terre (en) (A Captive in the Land)
- 2000 : Boesman et Lena (Boesman & Lena) avec Danny Glover et Angela Bassett

### Comme acteur
- 1938 : Too Much Johnson d'Orson Welles
- 1943 : Seeds of Freedom de Hans Burger
- 1944 : Assurance sur la mort (Double Indemnity) de Billy Wilder
- 1956 : Le Muchacho de Ladislas Vajda
- 1976 : F… comme Fairbanks de Maurice Dugowson
- 1985 : Autour de minuit (Around Midnight) de Bertrand Tavernier
- 1985 : Cinématon #666 de Gérard Courant
- 1986 : Voyage à Laon, Portrait de groupe #24 de Gérard Courant
- 1986 : Golden Eighties de Chantal Akerman (crédité sous le nom de « John Berry II »)
- 1987 : Un homme amoureux de Diane Kurys
- 1988 : Blancs cassés de Philippe Venault
- 1997 : Hantises de Michel Ferry
- 2000 : Elle et lui au 14e étage de Sophie Blondy

## Théâtre

### Metteur en scène
- 1987 : Hello and Good bye d'après Athol Fugard, Théâtre Mouffetard
- 1996 : Qui a peur de Virginia Woolf ? d'Edward Albee, mise en scène John Berry, Théâtre de la Gaîté-Montparnasse, Molières 1997

## Publication
- Don't Betray Me
  - La fièvre monte Gallimard, coll. « Série noire » no 849 (1964).